# Canal 13 Temuco
Canal 13 Temuco fue la señal exclusiva para la ciudad de Temuco que emitió el canal de televisión chileno Canal 13 desde 2004 a 2009 —aunque Canal 13 arribó a la ciudad con su señal santiaguina en 1986—. Su sede y estudios se ubicaban en Avenida Caupolicán número 110, Oficina 2101, en la ciudad de Temuco, en la Región de la Araucanía.

## Historia

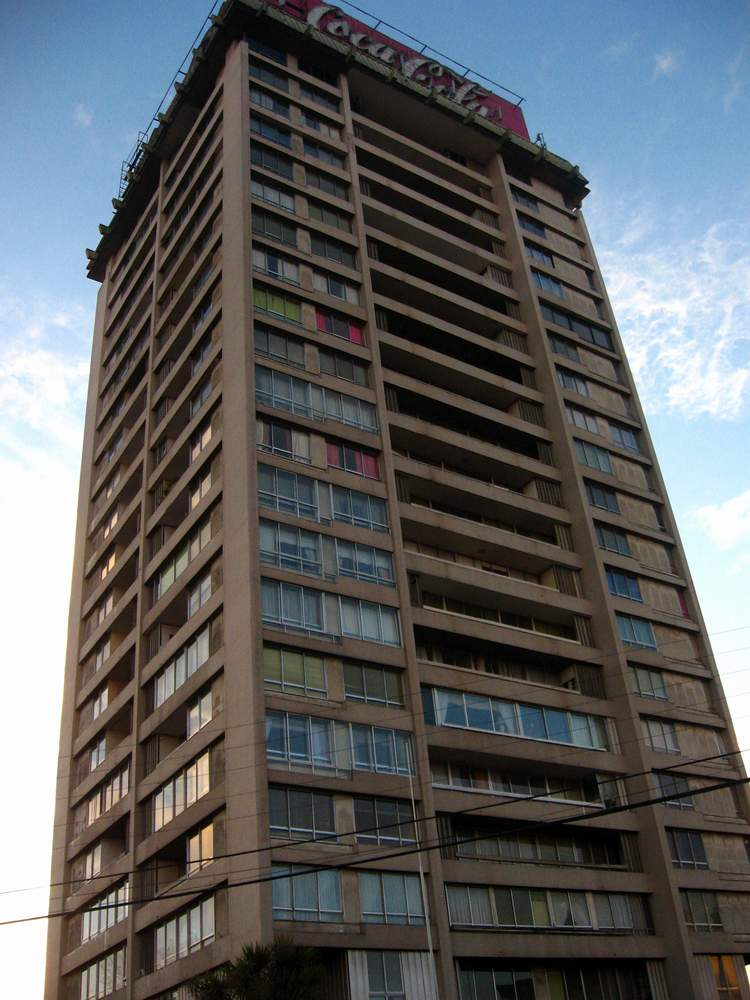
Edificio Torre Caupolicán, donde se encontraban las oficinas de Canal 13 Temuco.

Ofrecía un noticiero local y publicidad en las desconexiones nacionales de Canal 13. Emitía 15 minutos de noticias después de Teletarde, y 20 a 25 minutos de noticias luego de Teletrece en su señal abierta.
Durante las emisiones de las ediciones nacionales de Teletrece, también se realizaban enlaces en directo con la sede en Temuco, donde se repasaban las principales informaciones acontecidas en la zona.
El 3 de abril de 2009 la señal fue sacada de la televisión debido a problemas económicos, sin embargo Teletrece Temuco continuó siendo emitido a través de la señal en línea de Teletrece.

## Programas
- Teletrece Temuco